# Abu-Alí Muhàmmad ibn Ubayd-Al·lah al-Khaqaní
Abu-Alí Muhàmmad ibn Ubayd-Al·lah al-Khaqaní fou nomenat visir pel califa al-Múqtadir el juliol del 912, en el lloc d'Abu-l-Hàssan Alí ibn Muhàmmad ibn Mussa ibn al-Furat; va infringir fortes multes al personal del seu antecessor Ibn al-Furat, acusat de malversació. També es va mostrar enemic dels xiïtes; la seva administració no fou ben considerada pel califa i els seus cercles més propers i només va exercir el càrrec poc més d'un any, fins a l'agost del 913 quan fou destituït i fou empresonat pel seu successor Alí ibn Issa ibn al-Jarrah però aviat alliberat. Quan Ibn al-Furat va tornar al poder fou empresonat altre cop fins a la seva caiguda el 918. Va morir el 924/925. El seu fill Abu-l-Qàssim Abd-Al·lah ibn Muhàmmad fou també visir.